# Christopher Martins
Christopher Martins Pereira (Luxemburgo, 19 de fevereiro de 1997) é um futebolista luxemburguês que atua como meio-campista. Atualmente defende o Spartak Moscou e a Seleção Luxemburguesa.

## Carreira

### Lyon
Martins foi revelado pelo Racing FC, da clube da capital, tendo tranferido-se para as categorias de base do Lyon em 2013. Antes de retornar à Luxemburgo, Martins chegou a integrar a base do Metz no Sub-13, entretanto não ficou.

Martins foi captado por olheiros do Lyon durante a fase de qualificação para a Eurocopa Sub-19 onde estava na Seleção Luxemburguesa, chegando para integrar os Sub-17. Na temporada 2013–14, obteve boas atuações no Sub-17 e foi convocado para integrar também o elenco do time B, onde passou a fazer parte na temporada seguinte.

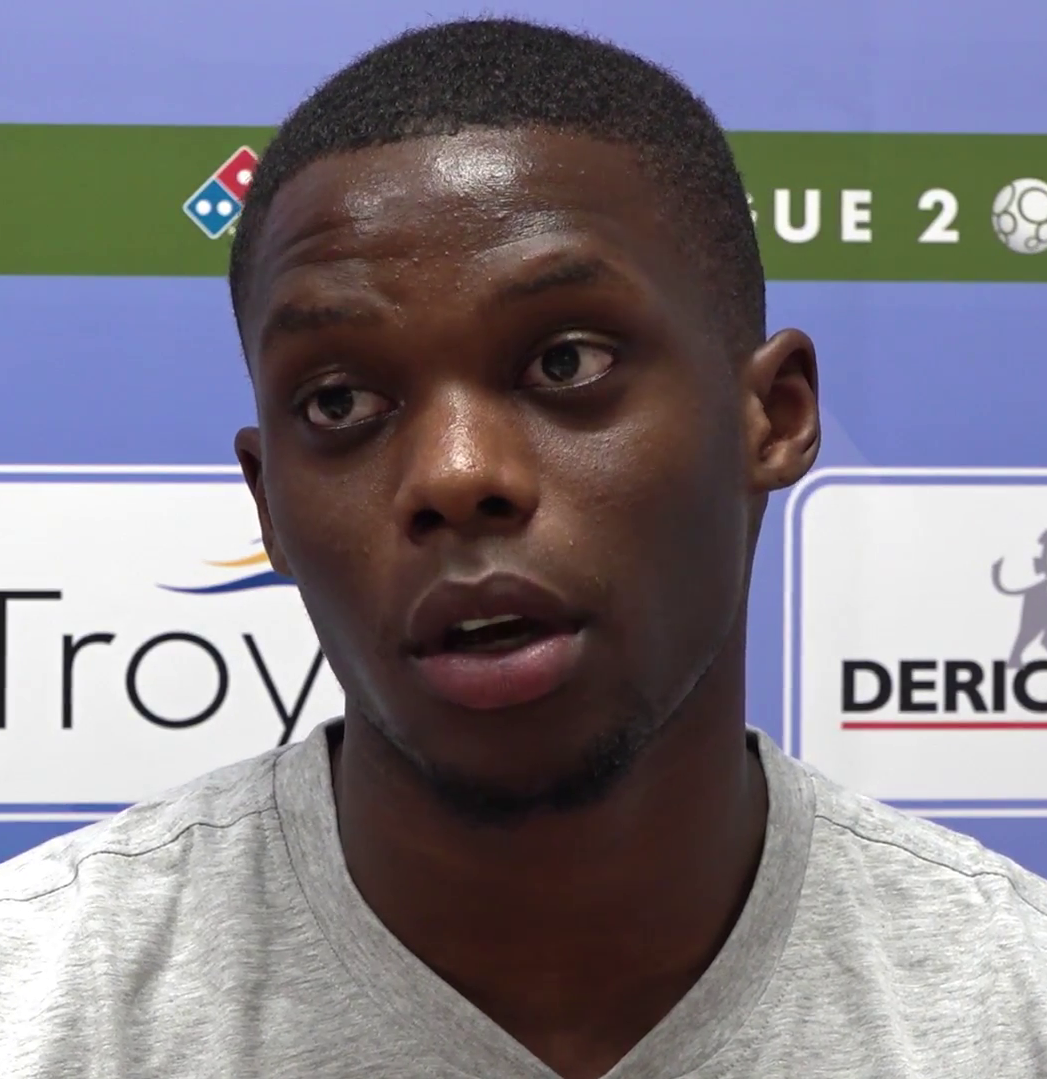
Martins em 2018

### Empréstimos

#### Bourg-en-Bresse Péronnas
Em outubro de 2017, apos retornar de dois amistosos por Luxemburgo e com apenas duas partidas pelo Lyon, foi emprestado ao Bourg Péronnas até o fim da temporada.

#### Troyes
Em 29 de agosto de 2018, o Lyon informou seu empréstimo ao Troyes por uma temporada.

### Young Boys
Após sua passagem de empréstimo pelo Troyes, em 13 junho de 2019 foi anunciado e assinou por quatro anos com o Young Boys, da Suíça. Durante sua passagem pelo clube disputou 68 partidas e fez cinco gols, além de conquistar a Superliga Suíça em 2019–20 e 2020–21 e a Copa da Suíça de 2019–20.

### Spartak Moscow

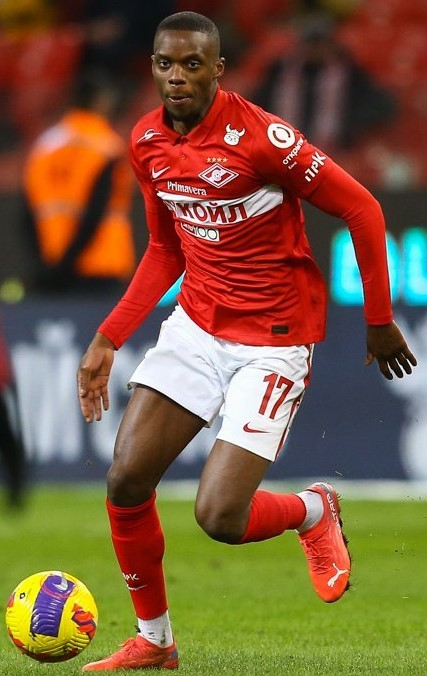
Martins em 2022

Em 31 de janeiro de 2022, foi anunciado pelo Spartak Moscou por empréstimo. No anúncio de transferência, o Young Boys informou que esperava que o clube russo comprasse Martins ao final do período e caso fosse realizada a mesma, tornaria-o a venda mais cara de um jogador Luxemburguês. Martins sagrou-se campeão da Copa da Rússia em 29 de maio de 2022 após vencer o Dynamo Moscou por 2–1. Em 3 de junho de 2022, foi anunciado sua compra oficialmente e assinou contrato até 2026.

## Seleção Luxemburguesa
Martins representou Luxemburgo prlas categorias Sub-17, Sub-19 e Sub-21. Também tornou-se elegível para representar a França.
Tendo ascendência cabo-verdiana, também podia representar o pais além Luxemburgo. Em março de 2013 recebeu um convicção para Luxemburgo e rejeitou-a pois ainda não havia decido qual país iria representar. Recebeu uma nova convocação para Luxemburgo em 2014 e fez sua estreia em 8 de setembro num amistoso contra a Bielorrússia.

## Estatísticas

### Seleção Luxemburguesa
Atualizadas até 20 de junho de 2024.
| Seleção    | Ano   | Jogos | Gols |
| ---------- | ----- | ----- | ---- |
| Luxemburgo | 2014  | 4     | 0    |
| Luxemburgo | 2015  | 6     | 0    |
| Luxemburgo | 2016  | 7     | 0    |
| Luxemburgo | 2017  | 8     | 0    |
| Luxemburgo | 2018  | 8     | 1    |
| Luxemburgo | 2019  | 5     | 0    |
| Luxemburgo | 2020  | 2     | 0    |
| Luxemburgo | 2021  | 9     | 0    |
| Luxemburgo | 2022  | 6     | 0    |
| Luxemburgo | 2023  | 9     | 0    |
| Luxemburgo | 2024  | 4     | 0    |
| Total      | Total | 68    | 1    |

| No. | Data                  | Local                                        | Adversário | Gol | Resultado | Competição                         | Ref    |
| --- | --------------------- | -------------------------------------------- | ---------- | --- | --------- | ---------------------------------- | ------ |
| 1   | 8 de setembro de 2018 | Estádio Josy Barthel, Luxemburgo, Luxemburgo | Moldávia   | 4–0 | 4–0       | Liga das Nações da UEFA de 2018–19 | [ 16 ] |

## Títulos
Young Boys
- Superliga Suíça: 2019–20,[17] 2020–21
- Copa da Suíça: 2019–20[18]

Spartak Moscou
- Copa da Rússia: 2021–22[19]